# Frankie Wright
Pour les articles homonymes, voir Frank Wright (homonymie) et Wright.
Frankie Wright (né le 1er février 1985) est un athlète américain, spécialiste du 400 mètres.

## Biographie
Il remporte le titre du relais 4 × 400 mètres des Championnats du monde en salle 2012, à Istanbul, aux côtés de ses compatriotes Calvin Smith, Jr., Manteo Mitchell et Gil Roberts. L'équipe des États-Unis devance le Royaume-Uni et Trinité-et-Tobago.

### Palmarès
| Date | Compétition                    | Lieu     | Résultat | Épreuve   | Performance   |
| ---- | ------------------------------ | -------- | -------- | --------- | ------------- |
| 2012 | Championnats du monde en salle | Istanbul | 1er      | 4 × 400 m | 3 min 03 s 94 |

### Records
| Épreuve | Épreuve      | Performance | Lieu         | Date            |
| ------- | ------------ | ----------- | ------------ | --------------- |
| 400 m   | En plein air |             |              |                 |
| 400 m   | En salle     | 45 s 72     | Fayetteville | 10 février 2012 |